# Industrias Geyper
Industrias Geyper fue una empresa española fundada en Valencia en 1945 por Antonio Pérez Sánchez. La empresa gozó de gran éxito en el mercado español entre las décadas de 1960 y 80 con juguetes como los Juegos Reunidos (un conjunto de juegos de mesa para toda la familia), el muñeco articulado Geyperman, o Cadako, piezas para construir.
Aunque la empresa se arruinó en 1986 concluyendo con el embargo de la propiedad, los Geyperman se han seguido produciendo tras varios intentos de otras tantas empresas de relanzar el producto.